# Katwilguiltje
Het katwilguiltje (Brachylomia viminalis) is een nachtvlinder uit de familie van de uilen, de Noctuidae.

## Beschrijving
De voorvleugellengte bedraagt tussen de 13 en 15 millimeter. De grondkleur van de voorvleugels varieert van lichtgrijs tot donkergrijs, donkere exemplaren hebben een verdonkerde middenband.

## Waardplanten
Het katwilguiltje gebruikt wilg en ratelpopulier als waardplanten. De rups is te vinden van eind april tot en met juli. De soort overwintert als ei.

## Voorkomen
De soort komt verspreid over het Palearctisch gebied voor.

### In Nederland en België
Het katwilguiltje is in Nederland een zeer zeldzame en in België een zeldzame soort. De vlinder kent één generatie die vliegt van eind juni tot en met augustus.